# 3958 Komendantov
3958 Komendantov је астероид главног астероидног појаса чија средња удаљеност од Сунца износи 2,468 астрономских јединица (АЈ).
Апсолутна магнитуда астероида је 12,3.